# Міхаель Венінгер
Міхаель Венінгер (нім. Michael Heinrich Weninger, нар. 18 лютого 1951, Вінер-Нойштадт, Австрія) — австрійський дипломат. Генеральний консул Австрії в Києві. Перший Надзвичайний і Повноважний Посол Австрійської Республіки в Україні. Віце-президент Міжнародної асоціації україністів, радник Президента Єврокомісії.

## Біографія
Народився 18 лютого 1951 року в місті Вінер-Нойштадт у Австрії.
Вивчав філософію і богослов'я в Інсбруці і Відні. Закінчив Дипломатичну академію у Відні, курси Міжнародних відносин у Парижі (ENA) і Мадриді (Escuola Diplomatica).

## Дипломатична діяльність
Працював у австрійських посольствах у Москві, Мадриді, Варшаві.
З 10.12.1991 очолив Генеральне консульство Австрії в Києві.
24 січня 1992 року підписав у Києві протокол про встановлення дипломатичних відносин між Україною та Австрійською Республікою.
З 1993 по 1997 рр. — посол Австрії в Белграді.
З 1997 по 2001 рр. — працював у Міністерстві закордонних справ Австрії.
У 2001 році посол у Брюсселі і австрійський член Політичних радників Європейської комісії при Жозе Мануель Баррозу і відповідав за діалог з релігіями і церквами, а також зовнішню політику по відношенню до сусідів, країн-кандидатів та країн Південно-Східної Європи.
У 2004 році очолив відділ наукової співпраці та діалогу між культурами і релігіями в Федеральному міністерстві з європейського та міжнародного співробітництва у Відні.
З березня 2001 року політичний радник Президента Європейської Комісії.

## Релігійна діяльність
24 червня 2011 року після смерті дружини, був висвячений на священика у соборі Святого Стефана.
26 червня 2011 року він провів свою першу месу в парафії церкви святої Анни — Баумгартен в 14-му район Відня. Його девіз: «Господь мій світ і мій порятунок» (Пс. 27:1). Він став першим послом в історії Австрії, який був висвячений у сан священика. Він був священиком в приході Голгофи Hernals, а також учасником конференції австрійських єпископів, у тому числі як агент для контактів зі світовими релігіями. Папа Бенедикт XVI призначив Міхаеля Венінгера у листопаді 2012 до Папської ради з міжрелігійного діалогу. Він несе відповідальність за діалог з ісламом в Європі та Центральній Азії.